# Hermosillo (municipi)

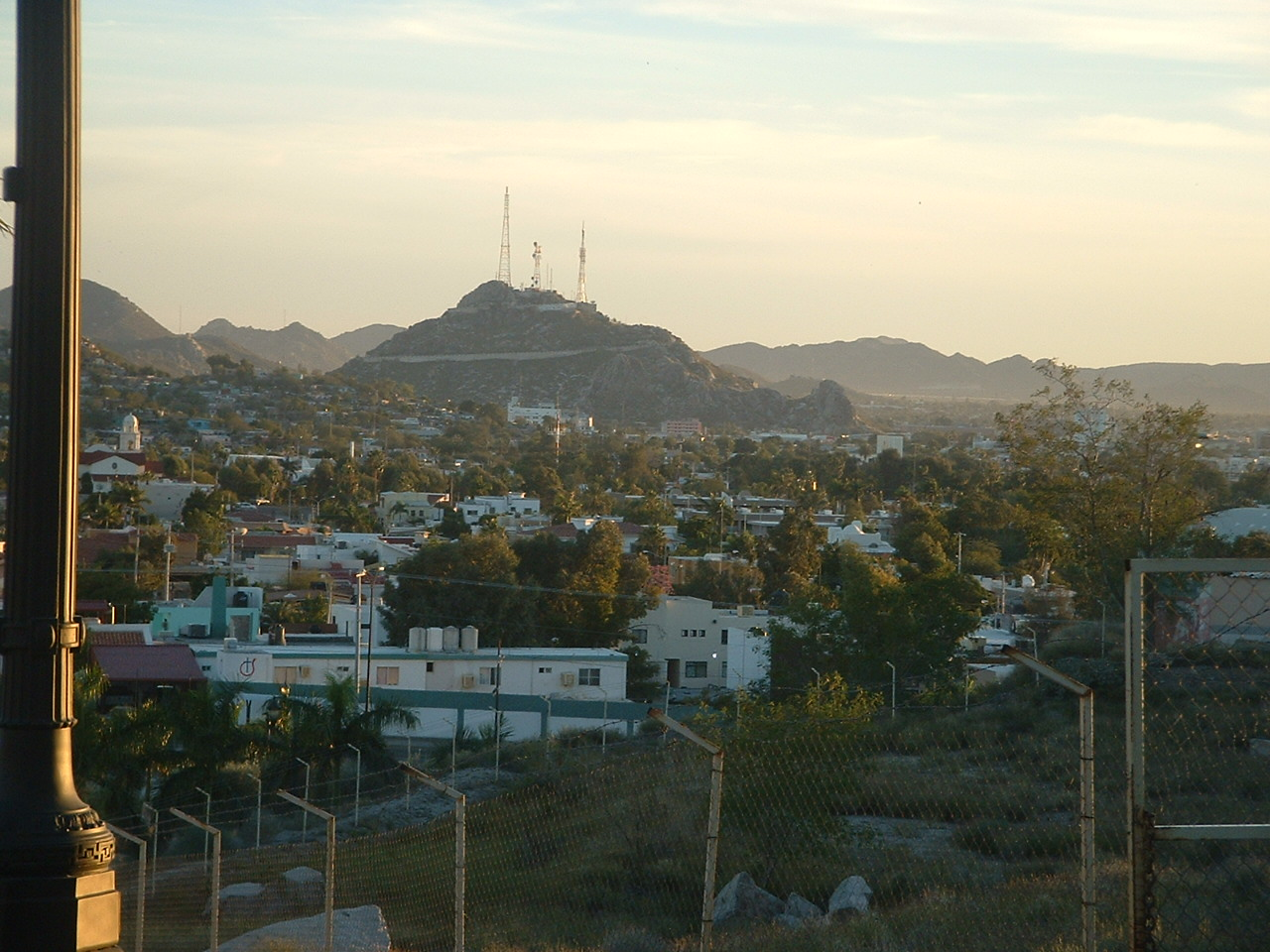
Una vista d'Hermosillo

Hermosillo és un municipi de l'estat de Sonora. Hermosillo és el cap de municipi i principal centre de població d'aquesta municipalitat. Aquest municipi és a la part nord-oest de l'estat de Sonora, limita al nord amb els Pitiquito, al sud amb Guaymas, a l'oest amb Mar de Cortés i a l'est amb Ures i Mazatán.